# Tipula resupina
Tipula resupina är en tvåvingeart som beskrevs av Alexander 1935. Tipula resupina ingår i släktet Tipula och familjen storharkrankar. Inga underarter finns listade i Catalogue of Life.